# 西美友加
西 美友加（にし みゆか、1971年〈昭和46年〉10月30日 - ）は、日本の国際弁護士、元最高裁司法研修所教官（刑事弁護専門）、プロボノ活動家。

## 人物

### 略歴
1971年10月30日、埼玉県川口市に生まれる。慶應義塾女子高等学校から慶應義塾大学法学部法律学科に進学し、大学卒業後に司法試験合格。1997年4月に49期生として司法修習を終了し、同年に弁護士登録（登録番号25366）。その後アメリカに留学し、バージニア州のウィリアム&メリー・ロースクールを2003年5月に修了。2004年2月にニューヨーク州弁護士登録（登録番号4200515）し、国際弁護士として活動を始める。2011年4月から2012年3月の期間には経済産業省の特許庁審判部審判課にて審判決調査員として従事し、2015年4月から2018年3月には最高裁判所の司法研修所にて刑事弁護教官を務めた。第一東京弁護士会所属で現在は東京都港区新橋に事務所を構える。

### 第26回参院選
2022年4月18日に埼玉県庁で行われたれいわ新選組代表山本太郎前衆議院議員との記者会見の場で、埼玉県選挙区から第26回参議院議員選挙への出馬を発表した。本人はその理由を「Serve to the Society/社会への貢献」という弁護士としての信念に立脚し、「Nothing About Us Without Us/私たちのことを私たち抜きで決めないで」（国際連合の障害者権利条約より）と「No One Left Behind/誰ひとり取り残されない」（国際連合のSDGsより）の理念に示される、当事者の尊重と適正な手続きに基付く民主政治の実現を目指すためであるとスライド付きで説明した。
政策面では国内需要の低迷と賃金水準の低下に喘ぐ衰退国家であるという現状認識や、外的要因による消費者物価の高騰（コストプッシュ・インフレ）に対する危機感が一致しているからと説明しており、対案としてれいわ新選組の基本政策である消費税廃止・公共投資拡充を主張している。
また山本太郎代表との接点やれいわ新選組との出会いについては、他の国政政党党首と共に若者向けの討論会の番組に出演した山本が「一言で言うと政治とは何か？」という質問に対して「政治は皆さんのものなんですよ、皆さんがやるんです、一緒にやりましょう。」と回答し、これを聞いた若者達の目が輝いていた場面を偶然目にしたことから真の民主主義を実現すべく自分も参加したいと考えたため、と説明した。7月10日の投開票の結果、落選した。

### 第27回参院選
2025年1月22日、社会民主党の全国連合常任幹事会において、第27回参議院議員選挙の東京都選挙区に同党の候補者として擁立されることが決定された。同年1月28日には東京都庁で出馬表明の記者会見を行い、「軍拡阻止による福祉国家の実現」と「税制改革による格差社会の是正」の2つを政策の柱として進めると訴えた。同年7月20日の投開票の結果、80,552票を獲得したが32人中17位で落選。

## 委員・指導官等としての弁護士活動
出典
- 2004年米国研修時にCentral Virginia Legal Aid Society, Inc.，Virginia Lawyers Helping Lawyers Program，及びHunton & Williams 法律事務所のChurch Hill Neighborhood Pro Bono Law Officeにてプロボノ活動に従事
- 2009年4月～2018年11月 刑事弁護委員会委員
  - （2013年4月～2015年3月 副委員長）
  - （2011年4月～2015年3月 被疑者国選部会副部会長・国選部会部会長/副部会長）
  - （2013年2月～2014年3月 名簿PT委員）
- 2010年12月～2015年5月 総合研修センター新規登録弁護士研修部会にて国選弁護個別指導弁護士
- 2012年8月～2014年12月に死刑に関する委員会委員
- 2013年7月～2015年3月に精神障がい者支援に関する協議会委員
- 2013年1月～同年12月に日弁連国際活動に関する協議会幹事（International Bar Associations/IBA国際法曹協会 東京大会PT、一般民事・家事・刑事部会）
- 公益財団法人アジア刑政財団/Asia Crime Prevention Foundation 所属

## 過去の論考・著作
本人の法律事務所HPに掲載されている中で比較的にアクセス容易なものを抜粋して掲載する。
- 「日本の文書提出命令の判例基準と米国ディスカバリー制度の比較，及び企業内イントラネット上のコミュニケーションに対するディスカバリー適用除外の可能性の検討」（2003年1月、米国ヴァージニア州弁護士会・コーポレート・カウンセル・セクション主催 2003年ヴァージニア法科大学院生ライティングコンペティション）
- 「非係争約束を根拠に消尽を適用した米国連邦巡回控訴裁判所2009年4月8日判決」（2009年9月、知財管理Vol.59，No.9 通巻705号 1067頁）
- 「企業再編に伴う合併がライセンス譲渡禁止に抵触するとした米国連邦控訴裁判所（第6巡回区）判決について」（2010年1月、	国際商事法務 Vol.38，No.1 通巻571号 13頁）
- 「米国判例における下請製造権 （have-made rights）の解釈」（2010年5月、パテント Vol.63，No.7 通巻721号 92頁）
- 「抽象的アイデアゆえ,特許の対象にならないと判断した連邦最高裁判所Bilski判決」（2010年11月、知財管理 Vol.60，No.11 通巻719号 1879頁）
- 「震災後の国際企業法務-Force Majeure規定」（2011年4月、国際商事法務 Vol.39，No.4 通巻586号 463頁）
- 「社会復帰の可能性のない死刑囚を費用をかけ収監しておく意味があるか」（2014年9月、第一東京弁護士会 「死刑を考える」 88頁～95頁）
- 「働く女性特集「広い視野を持って環境づくりを」」（2014年11月、慶應塾生新聞 第504号6頁）
- 「[米国]黙示ライセンスの存否 -先の和解後に取得した新規特許の黙秘ライセンスを否定した事件-」（2015年1月	、知財管理 Vol.65，No.1 通巻769号 95頁）
- 「進化すべき刑事弁護活動」（2015年2月、第一東京弁護士会会報 No.503 31頁）

## 政策

### 経済
25年を超える日本のデフレ不況に追い討ちをかけるように、コロナ禍やロシアのウクライナ侵攻による混乱から生じる輸入物価の高騰や需要低迷といった日本経済への悪影響に対して、消費税廃止・ガソリン税ゼロ、公共投資の拡充の必要を主張している。れいわ新選組はその経済政策の根底にある「自国通貨建て国債に基付く通貨発行権を有する政府は、事実上財政破綻をしない」という論拠を代表山本太郎前衆議院をはじめとして繰り返し主張してきたが、彼女もこれを踏まえたより大胆且つ広範な積極財政の実施を訴えている。

### 法律・福祉
社会的マイノリティへの積極的格差是正策として、LGBTへの社会の無理解や差別を具体的に解消すべく当該内容を明示的に法文化した立法の必要性を訴えている。障害者福祉に関しても同様にしてこれを促進する法制の必要性に言及しており、総じてより多くの人々へのリーガルサービスの普及を目指している。また本人のTwitterにて現行契約法制上不十分な、元請けの大企業から下請け企業への優越的地位濫用に対する規制の必要性について言及しており、自分自身でそういった法案アイデアの具体化を目指していく意欲を表明している。

### SDGs
気候変動や化石燃料の枯渇を危惧し、先述の記者会見の際には自宅の太陽光パネル（一台でスマホ・PCの充電が可能な規模）の画像を示した上で政策のみならず、市民レベルからの持続可能エネルギーへの転換の必要に言及した。また、いつ来てもおかしくない大地震や津波、風水・土砂災害に耐えうるインフラ強化等の公共投資を積極財政によって加速することを主張している。
本人のTwitterにてSDGs16番の「Peace,Justice And Strong Institutions/平和と公正をすべての人に」の現況を憂うコメントともに、国連の通販サイトから個人輸入したSDGsの理念や政策が刻まれたサッカーボールの写真を掲載した。

## 選挙歴
| 当落 | 選挙                     | 執行日         | 年齢 | 選挙区       | 政党         | 得票数     | 得票率 | 定数 | 得票順位 /候補者数 | 政党内比例順位 /政党当選者数 |
| ---- | ------------------------ | -------------- | ---- | ------------ | ------------ | ---------- | ------ | ---- | ------------------ | ---------------------------- |
| 落   | 第26回参議院議員通常選挙 | 2022年07月10日 | 50   | 埼玉県選挙区 | れいわ新選組 | 12万1769票 | 4.03%  | 4    | 7/15               | /                            |
| 落   | 第27回参議院議員通常選挙 | 2025年07月20日 | 53   | 東京都選挙区 | 社会民主党   | 8万552票   | 1.16%  | 6    | 17/32              | /                            |